# Orvel69
Orvel69 је хард рок и хеви метал група из Београда настала 2012. године.

## Историја
Београдски рок бенд „Орвел 69“ основан је у Београду у децембру 2012. године. 
Од самог почетка бенд чине: Жељко Јовановић (вокал), Ненад Радетић (гитара), Борис Граховац (бубњеви) и Иван Станковић (бас гитара). Од свог настанка, бенд има велики број свирки на бројним фестивалима, мото сусретима, а у престоници је присутан у клубовима „Атом академија“, „Гаража“ и др. Током 2017. године започета је студијска реализација ауторских песама које су објављене почетком 2018. као мини ЕП са четири песме: „Године“, „Бледа сенка“, „Напуштен град“, „Нулти час“ (обрада песме од легендарног београдског састава Рок машина).
Орвел 69 деби ЕП је објављен као онлајн издање. Песме су снимане у студију „Revenge”, продуцент је Стефан Родић.
У октобру месецу 2022 године, група издаје прво ЦД издање под називом „Пепео и прах“. Албум је сниман у Београду у студију „Revengе“ а продукцију и мастеринг потписује Стефан Родић.
Поред ЦД издања албум је доступан и на свим дигиталним платформама.

## Чланови
- Жељко Јовановић - Вокал
- Ненад Радетић - Гитаре
- Иван Станковић - Бас гитара
- Борис Граховац - Бубањ

## Дискографија

### MINI EP  (2018)
1. Napušten grad 5:52
2. Bleda senka 4:55
3. Nulti Čas 6:53
4. Godine 3:34

STUDIJSKI ALBUM :  „Pepeo i prah“
01. Večno mlad 4:40
02. Zaboravi me 4:03
03. Zar je ovde kraj 3:15
04. Gorim  3:48
05. Napušten grad 5:50
06. Odlazak 4:52
07. Godine 3:34
08. U predgrađu pakla 3:29
09. Samo svoj 4:29
10. Nisi sam 5:40
11. Bleda senka 5:07